# PlayStation Awards
PlayStation Awards（プレイステーションアワード） は、ソニー・コンピュータエンタテインメント（以下SCE）が主催する、PlayStationシリーズで発売されたソフトを出荷本数で表彰するイベントである。

## 概要
PlayStationが発売となった翌年の1995年に第1回が開催。ゴールドディスクのシステムを元に、前年下半期～今年の累計出荷本数に応じて年末に表彰が行わる。
賞は50万本突破で「ゴールドプライズ」、100万本達成で「プラチナプライズ」、200万本達成で「ダブルプラチナプライズ」、300万本達成で「トリプルプラチナプライズ」、400万本達成で「クアドラプルプラチナプライズ」となる。なお、表彰基準は累計出荷本数なので、ゴールドプライズを受賞した後も出荷本数を伸ばしてプラチナプライズを受賞した例も存在する（『バイオハザード』、『THE 麻雀』など）。また、廉価版は同一のソフトでも別タイトルとして集計するため、『モンスターハンターポータブル 2nd G』のように通常版とBEST版が両方受賞した例もある。
第18回の2012年はPlayStation陣営のハードに100万本以上出荷されたタイトルが一本も無かったため、第1回以来17年ぶりにプラチナプライズが存在しない事態となった。第19回（2013年）では、SCEジャパンがSCEアジアと再編されSCEジャパンアジアとなったのを受け、これまでの「日本国内の出荷本数」から「アジア地域の出荷本数」へと基準が変更となった。この年は『グランド・セフト・オートV』がプラチナプライズを受賞したが、日本国内での売り上げは100万本未満のため、基準が変わらなければこの年もプラチナプライズは存在しなかったことになる。なお、日本以外の企業が開発したゲームがプラチナプライズを獲得したのはこれが初めてである。2014年、2016年は、新基準でもプラチナプライズに相当するソフトは存在しなかったため、3度目・4度目のプラチナプライズ無しとなった。
2009年からはPlayStation Storeで発売されているダウンロード専用タイトルのうち、ダウンロード数上位5作品に「PlayStation Store特別賞」、2010年からは一般ユーザーからのネット投票の上位10作品に「ユーザーズチョイス賞」が与えられている。また、新ハード発売の翌年にはそのハードで出荷数上位だがゴールドプライズ未満だったソフトに「特別賞」が出る。2014年はPlayStationの誕生20周年記念賞として、過去19回でゴールドプライズ・プラチナプライズを受賞した212タイトルからのネット投票が行われ、ベスト5が「20周年記念ユーザーズチョイス賞」に選出された。
2020年からはPlayStation Partner Awardsに名前が変更された。

## プラチナプライズ歴代受賞作

### クアドラプルプラチナプライズ獲得タイトル
2018年現在3作
2001年
- ドラゴンクエストVII エデンの戦士たち （エニックス）

2011年
- モンスターハンターポーダブル 3rd　（カプコン）

2018年
- モンスターハンター：ワールド（カプコン）

### トリプルプラチナプライズ獲得タイトル
2012年現在3作
1997年
- ファイナルファンタジーVII（スクウェア）

1999年
- ファイナルファンタジーVIII（スクウェア）

2005年
- ドラゴンクエストVIII 空と海と大地と呪われし姫君（スクウェア・エニックス）

### ダブルプラチナプライズ獲得タイトル
2017年現在8作
1998年
- グランツーリスモ（SCE）
- バイオハザード2[7]（カプコン）

2001年
- ファイナルファンタジーIX（スクウェア）

2002年
- ファイナルファンタジーX（スクウェア）

2003年
- ファイナルファンタジーX-2（スクウェア）

2006年
- ファイナルファンタジーXII（スクウェア・エニックス）

2008年
- モンスターハンター ポータブル 2nd G（カプコン）

2017年
- Minecraft（Mojang AB）

### プラチナプライズ獲得タイトル
2018年現在51作
1996年
- 鉄拳2（ナムコ）

1997年
- バイオハザード（カプコン）

1998年
- パラッパラッパー（SCE）
- ファイナルファンタジータクティクス（スクウェア）
- サガ フロンティア（スクウェア）
- ダービースタリオン（アスキー）
- みんなのGOLF（SCE）
- チョコボの不思議なダンジョン（スクウェア）
- 鉄拳3（ナムコ）
- パラサイト・イヴ（スクウェア）

1999年
- XI（SCE）
- 電車でGO! （タイトー）
- クラッシュ・バンディクー3 ブッとび!世界一周（SCE）

2000年
- Dance Dance Revolution （コナミ）
- beatmania （コナミ）
- Dance Dance Revolution 2nd ReMIX （コナミ）
- バイオハザード3 LAST ESCAPE（カプコン）
- グランツーリスモ2（SCE）
- みんなのGOLF2（SCE）

2001年
- THE 麻雀 （D3パブリッシャー）
- 鬼武者（カプコン）
- グランツーリスモ3 A-spec（SCE）

2002年
- ドラゴンクエストIV 導かれし者たち （エニックス）
- 鬼武者2（カプコン）
- みんなのGOLF3（SCE）

2003年
- ワールドサッカー ウイニングイレブン6（コナミ）
- 真・三國無双2（コーエー）
- 真・三國無双3（コーエー）

2004年
- 戦国無双（コーエー）
- ワールドサッカー ウイニングイレブン7（コナミ）
- ドラゴンクエストV 天空の花嫁（スクウェア・エニックス）
- みんなのGOLF4（SCE）

2005年
- 真・三國無双4（コーエー）
- ワールドサッカー ウイニングイレブン8（コナミ）
- 実戦パチスロ必勝法! 北斗の拳（サミー）
- グランツーリスモ4（SCE）

2006年
- ワールドサッカー ウイニングイレブン9（コナミ）
- ワールドサッカー ウイニングイレブン10（コナミデジタルエンタテインメント）
- キングダム ハーツII（スクウェア・エニックス）

2007年
- モンスターハンター ポータブル 2nd（カプコン）

2009年
- モンスターハンターポータブル 2nd G PSP the Best（カプコン）

2010年
- ファイナルファンタジーXIII（スクウェア・エニックス）

2013年
- グランド・セフト・オートV（ロックスター・ゲームス）-PS3版

2015年
- メタルギアソリッドV ファントムペイン（コナミデジタルエンタテインメント）
- Minecraft（Mojang AB）
- ドラゴンクエストヒーローズ 闇竜と世界樹の城（スクウェア・エニックス）

2017年
- グランド・セフト・オートV（ロックスター・ゲームス）-PS4版
- ファイナルファンタジーXV（スクウェア・エニックス）
- ドラゴンクエストXI　過ぎ去りし時を求めて（スクウェア・エニックス）

2018年
- The Last of Us Remastered（SCE）
- ペルソナ5（アトラス）

2019年
- ニーア オートマタ（スクウェア・エニックス）
- ゴッド・オブ・ウォー（SIE）
- Marvel's Spider-Man（SIE）
- レッド・デッド・リデンプション2（ロックスター・ゲームス）
- キングダム ハーツIII（スクウェア・エニックス）

## 20周年記念ユーザーズチョイス賞（2014年）
順序は発売順で、この5本の得票順は非公開。
- ファイナルファンタジーVII（1997年、スクウェア・エニックス）
- ファイナルファンタジーX（2001年、スクウェア）
- メタルギア ソリッド 3　スネークイーター（2004年、コナミデジタルエンタテインメント） - 唯一のゴールドプライズからの受賞
- モンスターハンター ポータブル 2nd G（2008年、カプコン）
- グランド・セフト・オートV（2013年、ロックスター・ゲームス）